# Вишнёвка (Петуховский район)
Вишнёвка — деревня в Петуховском районе Курганской области. Входит в состав Новоберёзовского сельсовета.

## География
Расположена у остановочного пункта 2523 км Южно-Уральской железной дороги, меж двух безымянных озёр.

## Население
| 1989 | 2002 | 2010 |
| ---- | ---- | ---- |
| 126  | ↘117 | ↘82  |

Национальный состав
Согласно результатам Всероссийской переписи населения 2002 года, в национальной структуре населения русские составляли 94 %.